# Habrocestum imilchang
Espèce
Habrocestum imilchang est une espèce d'araignées aranéomorphes de la famille des Salticidae.

## Distribution
Cette espèce est endémique du Meghalaya en Inde,. Elle se rencontre dans le district des South Garo Hills.

## Description
Le mâle holotype mesure 4,13 mm.

## Systématique et taxinomie
Cette espèce a été décrite par Kadam et Tripathi en 2023.

## Étymologie
Son nom d'espècelui a été donné en référence au lieu de sa découverte, les chutes d'Imilchang Dare.

## Publication originale
- Kadam, Tripathi & Sudhikumar, 2023 : « Three new jumping spiders from northeastern India (Araneae: Salticidae: Hasariini: Habrocestum). » Peckhamia, vol. 295.1, p. 1-10.